# Flucht ins Schilf
Flucht ins Schilf ist ein im Grenzgebiet zu Ungarn entstandener, österreichischer Kriminalfilm aus dem Jahre 1952 von Kurt Steinwendner mit einer Reihe von damaligen Jungdarstellern, die später Karriere machen sollten, darunter Gerhard Riedmann, Kurt Jaggberg, Walter Regelsberger und Alexander Kerst.

## Handlung
Am Neusiedlersee im äußersten Osten Österreichs. Der Revierjäger Imre Karoly hört einen Schuss, und sein Hund nimmt die Spur auf und entdeckt im von Schilf umgebenen Moor einen Toten. Es handelt sich dabei um den Postboten Gerhard Altdorfer. Da an seiner Leiche Spuren von Misshandlungen entdeckt werden und der Tote offensichtlich auch beraubt wurde, nimmt man an, dass es sich um ein Verbrechen handeln muss. Ein ganzes Dorf ist beunruhigt, ein ganzes Dorf gerät unter Mordverdacht. Bald macht das Gerücht die Runde, dass ein Zigeuner der Mörder sein müsse. Doch der Verdacht ist voreilig, und die Ermittlungen konzentrieren sich schließlich auf fünf junge Männer, darunter Revierjägersohn Stephan Karoly und Walter Koger sowie drei weitere junge Männer. 
Schließlich ergeben die Ermittlungen, dass Koger in der Tatnacht aus romantischen Gründen mit Elisabeth Karoly zusammen war, der Tochter des Revierjägers. Sie kann jedoch Walter kein Alibi gehen, denn Elisabeth ist mit dem im Mordfall ermittelnden Polizeibeamten verlobt und will diese Beziehung keinesfalls gefährden. Da Walter bald ernsthaft in die Bredouille gerät, bricht Elisabeth ihr Schweigen und gibt ihm das dringend benötigte Alibi. Schließlich klärt sich der Tathergang. Der Postbote war längst nicht so unschuldig wie gedacht. Er hatte sich ungefragt ein Fahrrad entliehen und wurde daraufhin von Stephan und dessen Freunden verfolgt. Es kam zu einer handfesten Auseinandersetzung, bei der die vier jungen Männer Altdorfer verfolgten und zusammenschlugen. Der Postzusteller floh vor seinen Verfolgern ins Schilf und ertrank im Moor. 

## Produktionsnotizen
Flucht ins Schilf entstand 1952 rund um den Neusiedler See und wurde im Februar 1953 in limitierter Form in die österreichischen Kinos gebracht. In Deutschland war der Film seit seiner Premiere am 1. April 1954 in München nur kurz zu sehen. 
Die Filmproduzenten Walter Robert Lach und Walter Hoessig wirkten zugleich als Produktionsleiter, Filmbauten gab es nicht.

## Kritiken
Im Film Archiv Austria ist zu lesen: “Die Handlung, die auf einer wahren Begebenheit beruht, führt uns in die heiße flache Landschaft um den Neusiedler See, zwischen dichtem Schilf und weiter Pusztasteppe. Die Auseinandersetzung zwischen Jäger, Wilderer und Gendarm sowie die Beziehungen zwischen den anderen Figuren werden hier in Anlehnung an den italienischen Neorealismus inszeniert.”
Im Filmdienst heißt es: „Kriminalistisches im Heimatfilm-Milieu, im Stil eines unausgegorenen, dumpfen Naturalismus inszeniert.“